# Антоний (Москаленко)
Архиепи́скоп Анто́ний (в миру Влади́мир Ива́нович Москале́нко; 29 сентября 1940, Хабаровск — 23 апреля 2025, Уральск) — архиерей Русской православной церкви, архиепископ на покое, бывший Уральский и Атырауский.

## Биография
Родился 29 сентября 1940 года в Хабаровске в семье рабочих.
В 1958 году окончил среднюю школу. В 1960—1964 годах служил на Тихоокеанском флоте.
С 1964 года — иподиакона архиепископа Иркутского Вениамина (Новицкого).
В 1965—1969 годах учился на юридическом факультете Иркутского университета.
27 сентября 1969 года в Новосибирске архиепископом Павлом (Голышевым) рукоположён во диакона. 12 октября того же года рукоположён во иерея, служил на приходах Новосибирской епархии в Красноярске и Томске.
13 апреля 1970 года пострижен в монашество с именем Антоний в честь Антония Печерского.
В 1970—1973 года заочно учился в Московской духовной семинарии. В 1973 году окончил Красноярский государственный университет (по специальности «правоведение»; присвоена квалификация «юрист»). В 1977 году заочно окончил Московскую духовную академию.
В 1981 году был переведён на служение в Хмельницкую епархию, служил в храме города Дунаевцы Хмельницкой области.
12 октября 1984 года назначен настоятелем Владимирского кафедрального собора в Киеве, управляющим делами Украинского экзархата.
4 октября 1985 года постановлением Священного Синода от определён епископом Переславль-Хмельницким, викарием Киевской епархии.
13 октября 1985 года во Владимирском кафедральном соборе Киева был хиротонисан во епископа. Хиротонию совершали: митрополит Киевский Филарет (Денисенко), митрополит Львовский Никодим (Руснак), архиепископ Черниговский Антоний (Вакарик), архиепископ Ивано-Франковский Макарий (Свистун), архиепископ Винницкий Агафангел (Саввин), епископ Полтавский Савва (Бабинец), епископ Черновицкий Варлаам (Ильющенко).
С 30 декабря 1986 года — епископ Черновицкий и Буковинский.
23 ноября 1990 года митрополитом Киевским Филаретом (впоследствии анафематствованным) освобождён от управления Черновицкой кафедрой и направлен в распоряжение Патриарха Московского и всея Руси.
30 января 1991 года назначен правящим архиереем новообразованной Уральской и Гурьевской епархии.
После распада СССР пытался сдерживать отъезд русского населения из Казахстана в Россию.
25 февраля 1997 года возведён в сан архиепископа.
В 2009 году архиепископ Антоний и его послушник Иван Бизиян были замешаны в скандале — на пресс-конференции последний обвинил священника Валерия (Щербакова), настоятеля актюбинского храма святого Архангела Михаила, в алкоголизме и присвоении храмовых денежных средств. В свою очередь, присутствовавшие в зале сторонники отца Валерия обвинили Антония и Ивана Бизияна в педофилии, сквернословии, присвоении пожертвований, гомосексуализме.
4 октября 2012 года решением Священного Синода Русской православной церкви в связи с поданным прошением титул изменён на «Уральский и Актюбинский».
24 марта 2022 года решением Священного Синода Русской православной церкви в связи с образованием Актюбинской епархии титул изменён на «Уральский и Атырауский».
27 мая 2022 года решением Священного Синода Русской православной церкви почислен на покой с местопребыванием в городе Уральске.
Умер 23 апреля 2025 года в г. Уральске.

## Награды
Церковные
- орден прп. Серафима Саровского II ст. (2010)[8]
- Орден «Алгыс» (в переводе с каз. — «благодарность»; митрополичий округ РПЦ в Казахстане, 4 июня 2011 года)[9]
- орден прп. Серафима Саровского I ст. (2015);
- ордена святых преподобномучеников Серафима и Феогноста (6 октября 2019; Казахстанский митрополичий округ)[10]
- орден прп. Серафима Саровского III ст. (2020);
- медаль «Святой благоверный князь Александр Невский» (Казахстанский митрополичий округ) (2021);
- орден прп. Сергия Радонежского II ст.
- орден св. блгв. кн. Даниила Московского II ст.
- орден свт. Иннокентия Московского II ст. (24 февраля 2006)[11]
- орден равноап. Марии Магдалины (Польская Православная Церковь)
- орден прп. Паисия Величковского II ст. (Православная Церковь Молдовы)

Светские
- Орден «Достык» II степени (2005)
- знак «За вклад в международное сотрудничество» МИД РФ (2014);
- Почётный гражданин города Уральска (25 апреля 2014 года)[12]
- Орден Дружбы (22 сентября 2015 года, Россия) — за большой вклад в укрепление дружбы и сотрудничества с Российской Федерацией, развитие экономических и культурных связей[13]
- Орден «Курмет» (2015)[14]
- Медаль «25 лет независимости Республики Казахстан» (2016)[15]
- почетный гражданин г. Атырау (Республика Казахстан) (2018);
- Почётная грамота Президента Российской Федерации (22 декабря 2020 года) — за активную деятельность по сохранению, приумножению и популяризации культурного и исторического наследия России в Казахстане[16]
- медаль в честь 30-летия Независимости Республики Казахстан (2021)
- Почётный гражданин Западно-Казахстанской области (2021)
- Орден Парасат